# Working Class Dog
Working Class Dog è il quinto album in studio del musicista rock australiano Rick Springfield, pubblicato dalla RCA Records nel 1981. L'album è stato certificato disco di platino negli Stati Uniti e alla fine ha venduto oltre tre milioni di copie negli Stati Uniti. Ha prodotto il più grande successo della carriera di Springfield con la canzone Jessie's Girl. Springfield ha ricevuto nel 1982 il Grammy Award per la migliore interpretazione vocale rock, maschile.
L'album è stato ripubblicato su CD nel 2006 come "edizione del 25º anniversario" con tre tracce bonus.

## Copertina dell'album
La copertina dell'album contiene l'immagine di un cane Bull Terrier vestito con una camicia bianca e una cravatta nera. Il cane era l'animale domestico di Rick di nome Ronnie, morto nel 1994. La copertina dell'album (attribuita a Mike Doud) è stata nominata per un Grammy Award come Best Album Package nel 1981. La canzone di Jonathan Coulton del 2011 Je Suis Rick Springfield fa riferimento alla copertina dell'album. Il cane è stato utilizzato anche nella copertina del successivo album di Springfield, Success Hasn't Spoiled Me Yet.

## Tracce

### Lato A
1. Love Is Alright Tonite
2. Jessie's Girl
3. Hole in My Heart
4. Carry Me Away
5. I've Done Everything for You (Sammy Hagar)

### Lato B
1. The Light of Love
2. Everybody's Girl
3. Daddy's Pearl
4. Red Hot & Blue Love
5. Inside Silvia

### Edizione 25º anniversario
1. Easy to Cry (Previously unreleased)
2. Taxi Dancing (Original version, previously unreleased
3. Jessie's Girl (Demo Version)